# 누나부트 준주
누나부트 준주(Nunavut, /ˈnuːnəˌvuːt/; 프랑스어: [nynavy(t)]; 이누크티투트어: ᓄᓇᕗᑦ [ˈnunavut])는 캐나다의 주 중 가장 크고 최북단에 있으며 가장 최근에 생긴 주이다. 1999년 4월 1일, 누나부트 법과 누나부트 영토 주장 합의법을 통해 노스웨스트 준주로부터 공식적으로 분리되었다. 누나부트 준주의 경계는 1993년 숙고 끝에 결정되었다. 누나부트 준주는 1949년 뉴펀들랜드 래브라도주의 통합 이후 캐나다의 행정 구역에 큰 영향을 미쳤다.
누나부트는 북부 캐나다와 북극 제도의 대부분을 구성하고 있다. 누나부트는 세계에서 5위로 넓은 국가 내 행정 구역이며, 그린란드 다음으로 북아메리카에서 두 번째로 넓다. 수도인 이칼루이트는 배핀섬 동쪽에 위치하고 있으며 1995년 누나부트 수도 선정 국민투표로 결정되었다. 다른 지역 중심지에는 랜킨 일레트, 캠브리지 베이 등이 있다. 누나부트의 극북지역에는 엘즈미어섬이 포함되며, 빅토리아섬의 동부와 남부가 극서지역이다. 극동지역은 제임스만의 아키미스키섬이다. 누나부트 준주는 북아메리카의 기타 지역과 유일하게 고속도로와 연결되지 않은 지역이다.
누나부트는 캐나다에서 가장 큰 주이며, 인구가 두 번째로 적다. 세계에서 가장 격리된 지역인 누나부트는 분산된 정착지로 구성되어 있으며 2016년 기준으로 인구는 35,944명이다. 인구의 대부분은 이누이트로 멕시코보다 조금 작은 1,750,000 km2 (680,000 mi2)에 흩어져서 살고 있다. 누나부트 준주는 인간이 영구적으로 거주할 수 있는 극북지역인 얼러트가 위치한 곳이기도 하다. 엘즈미어섬의 유레카에는 기상 관측소가 있는데, 캐나다의 어떤 기상관측소보다도 기온이 낮다.

## 지리
누나부트 준주는 1,877,787km2의 땅 면적과 160,935km2의 물 면적을 차지한다. 이는 캐나다의 주들 중 가장 넓은 것이며 면적순 국가 내 지역 리스트(영어 위키백과)에서 5위를 차지하는 넓이이다. 누나부트 준주에는 북극 제도의 대부분과 허드슨만, 제임스만의 모든 섬, 그리고 언게이바만(Ungava Bay)의 벨처 제도(Belcher Islands)가 포함된다. 서쪽으로는 노스웨스트 준주와 맞닿아 있는데, 이 두 지역의 경계는 육지에서뿐만 아니라 섬에서도 나타난다. 남쪽으로는 매니토바주와 경계를 함께 하고 있다.
누나부트 준주의 최고점은 엘즈미어섬의 바르보 봉우리로, 해발고도는 2,616m에 달한다.

## 인구
누나부트 준주의 인구는 2016년 조사 기준 35,944명이며, 이는 2011년 당시 조사된 것보다 12.7% 상승한 수치이지만, 누나부트 준주의 넓은 면적에 비해 매우 적은 것이기도 하다. 누나부트 준주의 인구 밀도는 0.019명/km2로 매우 낮게 나타난다. 누나부트 준주의 출생율은 캐나다의 평균 출생율에 비해 확연히 높아, 인구상승률은 다른 주보다 조금 빠른 편이다.

### 언어
영어, 프랑스어와 이누이트어(이누크티투트어, 이누인나크툰어)가 누나부트 준주의 공용어로 지정되어 있다.
29052명을 대상으로 모어를 조사한 결과, 응답은 다음과 같았다:
| 순위 | 언어           | 응답 수 | 전체 중 비율 |
| ---- | -------------- | ------- | ------------ |
| 1    | 이누크티투트어 | 20,185  | 69.54%       |
| 2    | 영어           | 7,765   | 26.75%       |
| 3    | 프랑스어       | 370     | 1.27%        |
| 4    | 이누인나크툰어 | 295     | 1.02%        |

해당 설문은 모어를 하나만 선택하도록 하여 이루어졌다.
또한 2006년 인구조사에서 누나부트 준주 거주자 중 2,305명(7.86%)은 캐나다의 공용어인 영어와 프랑스어를 전혀 알지 못한다고 조사되었다.

### 종교
누나부트 준주의 인구 중 93.2%가 기독교를 믿는 것으로 조사되었다. 종파별로 나누면, 캐나다 성공회 신자의 수가 전체 인구 중 58%로 가장 많았고, 로마 카톨릭은 23%, 오순절 교회는 4%로 조사된다.

## 같이 보기
- 누나트시아부트
- 누나빅